# Pas de Kyzylart
El Pas de Kyzylart (o pas de Kyzyl-Art) és un pas de muntanya i un pas fronterer en la serralada Trans-Alay, a la frontera entre el Tadjikistan i el Kirguizstan. El punt més alt és de 4.280 m. Al llarg de la zona, la terra és típicament escarpada i seca. Està travessada per l'autopista del Pamir que va al sud des de Sary-Tash a la vall d'Alay fins a l'altiplà del Pamir, cap al llac Karakul i Murghob (Tadjikistan).